# Ë
Ë är en latinsk bokstav som är ett e med diaeresis, d.v.s ett litet e med två prickar (trema). Bokstaven används bland annat i albanska, latinsk uiguriska, ladinska och kasjubiska.

## Datoranvändning
Med Unicode lagras Ë med kodpunkten U+00CB och ë med kodpunkten U+00EB.